# Jaapiella jaapiana
Jaapiella jaapiana är en tvåvingeart som först beskrevs av Rubsaamen 1914.  Jaapiella jaapiana ingår i släktet Jaapiella och familjen gallmyggor. Inga underarter finns listade i Catalogue of Life.